# Alexandra Jóhannsdóttir
Alexandra Jóhannsdóttir (* 19. März 2000) ist eine isländische Fußballspielerin. Die A-Nationalspielerin spielt in Schweden für Kristianstads DFF.

## Karriere

### Vereine
Alexandra spielte am 10. Mai 2015, knapp sieben Wochen nach ihrem 15. Geburtstag, erstmals für Haukar Hafnarfjörður in einem Pokalspiel und stand dabei in der Startelf. Am 13. Juni 2015, knapp einen Monat später, wurde sie erstmals in einem Zweitligaspiel in der 61. Minute gegen Keflavík eingewechselt. Einen Monat später hatte sie noch einen weiteren Einsatz – wieder als Einwechselspielerin. In der Saison 2016 kam sie in 13 von 14 Spielen der regulären Saison zum Einsatz. Als Ligazweite hinter UMF Grindavík spielten sie um den Aufstieg und gewannen das Aufstiegs-Playoff-Finale mit 5:1 gegen Grindavík. Mit dem Erreichen des Finales waren aber beide schon aufgestiegen. Während sich Grindavík als Tabellensiebter der Pepsideild kvenna in der Liga halten konnte, stieg Alexandra Jóhannsdóttir mit Haukar als Tabellenletzter sofort wieder ab. Immerhin war sie zu 16 Erstligaeinsätzen gekommen, in denen ihr zwei Tore gelangen. Nach der Saison wechselte sie zum Vizemeister Breiðablik Kópavogur, wo sie auf Anhieb ebenfalls Stammspielerin war, ihren ersten Meistertitel gewann und an der Qualifikation zur UEFA Women’s Champions League 2019/20 teilnahm. Bei einem Turnier in Bosnien und Herzegowina wurden sie mit drei Siegen und 18:2 Toren, wovon sie zwei beisteuerte, Gruppensiegerinnen und qualifizierten sich für das Sechzehntelfinale. Hier schalteten sie Sparta Prag mit zwei Siegen (3:2 und 1:0) aus. Im Achtelfinale hatten sie dann aber gegen Paris Saint-Germain keine Chance und schieden durch zwei Niederlagen 0:4 und 1:3) aus. Die Saison 2019, in der ihr in 18 Spielen 11 Tore gelangen, schlossen sie als Vizemeister und die Saison 2020 mit der Meisterschaft ab, wobei ihr in 15 Spielen zehn Tore gelangen. In der Winterpause der Saison 2020/21 wechselte sie zu Eintracht Frankfurt in die deutsche Frauen-Bundesliga. Von Mai bis Juni 2022 wurde sie an ihren früheren Verein Breiðablik Kópavogur verliehen. Im Sommer 2022 verließ sie die Eintracht wieder und wechselte nach Italien zur AC Florenz. Am 23. Januar 2025 wurde ihre Verpflichtung vom schwedischen Erstligisten Kristianstads DFF bekannt gegeben, und sie mit einem bis zum Jahresende 2026 datierten Vertrag an sich gebunden.

### Nationalmannschaft
Alexandra durchlief ab 2015 die isländischen Juniorinnenmannschaften, wobei sie in einigen Jahren sowohl für die U-16, die U-17 als auch die U-19 Mannschaft spielte. Mit der U-17 nahm sie im Juni 2015 an der U-17-Fußball-Europameisterschaft der Frauen 2015 in ihrer Heimat teil, für die die Isländerinnen automatisch qualifiziert waren. Sie verloren aber alle drei Spiele und schieden als Gruppenletzte aus. Vier Monate später folgte die erste Qualifikationsrunde in Montenegro für die U-17-Fußball-Europameisterschaft der Frauen 2016. Mit zwei Siegen und einer Niederlage, bei denen ihr ein Tor gelang, erreichten sie als Gruppenzweite die Eliterunde. Hier konnten sie im März 2016 beim Turnier in Serbien nur das erste Spiel gegen Belgien gewinnen, bei dem sie mitspielte, verloren aber ohne sie gegen England und die Gastgeberinnen, so dass sie nur Gruppendritte wurden. Im Oktober 2016 nahmen sie einen erneuten Anlauf und konnten die erste Runde bei einem Turnier in Irland hinter den Gastgeberinnen als Gruppenzweite abschließen. Bei der Ende März/Anfang April 2017 ausgetragenen Eliterunde konnten sie zwar gegen Schweden und Gastgeber Portugal gewinnen (wobei sie drei Tore schoss), verloren aber gegen Spanien, wodurch die Endrunde verpasst wurde. Damit endete ihre Zeit in der U-17. Im Oktober nahm sie dann mit der U-19-Mannschaft an der ersten Qualifikationsrunde für die U-19-Fußball-Europameisterschaft der Frauen 2018 teil. Beim Turnier in Deutschland konnten sie sich mit Siegen gegen Montenegro und das Kosovo sowie einer knappen Niederlage gegen die Gastgeberinnen für die Eliterunde qualifizieren. Diese fand im Juni statt, aber diesmal reichten zwei Siege nicht um die Endrunde zu erreichen, da gegen Norwegen mit 0:2 verloren wurde. Beim nächsten Anlauf im Oktober 2018 führte sie ihre Mannschaft als Kapitänin zu drei Siegen mit 11:2 Toren. Die Eliterunde im April 2019 war dann ihr letztes U-Turnier und mit je einem Sieg, einem Remis und einer Niederlage verpassten sie die Endrunde.
Im Januar 2019 hatte sie ihren ersten Einsatz in der A-Nationalmannschaft, als sie im Freundschaftsspiel gegen Schottland während eines Trainingslagers vier Minuten vor dem Spielende eingewechselt wurde. Im Juni folgten zwei weitere Einwechslungen in Freundschaftsspielen gegen Finnland und danach die Nominierungen für die Qualifikation für die EM 2022. Bei den ersten beiden Spielen saß sie nur auf der Bank, die letzten sechs Spiele bestritt sie jeweils über 90 Minuten. Bei den beiden hohen Siegen gegen Lettland erzielte sie ihre ersten beiden Tore für die A-Nationalmannschaft. Die Isländerinnen qualifizierten sich durch einen 1:0-Sieg am letzten Spieltag in Ungarn als einer der drei besten Gruppenzweiten für die EM-Endrunde. In den ersten sechs Spielen der Qualifikation für die WM 2023, die wegen der um ein Jahr aufgrund der COVID-19-Pandemie verschobenen EM-Endrunde, bereits vor dieser begann, wurde sie fünfmal eingesetzt und erzielte ein Tor.
Am 11. Juni 2022 wurde sie für die EM-Endrunde nominiert. Bei der EM wurde sie in den ersten beiden Gruppenspielen gegen Italien und Belgien eingewechselt, die wie das letzte Gruppenspiel 1:1 endeten. Mit diesen drei Remis reichte es nur zum dritten Platz.
Sie wurde auch für die letzten beiden Gruppen-Spiele in der Qualifikation für die WM 2023 nominiert und eingewechselt. Nach einem 6:0-Sieg gegen Belarus kam es am letzten Spieltag in Utrecht zum Finale um den Gruppensieg gegen die Niederlande, wobei den Isländerinnen ein Remis gereicht hätte. Bis zur 3. Minute der Nachspielzeit hielten sie ihr Tor sauber, dann mussten sie das einzige Tor des Spiels hinnehmen, wodurch sich die Niederländerinnen qualifizierten und die Isländerinnen in die Play-offs gegen Portugal mussten. Durch eine 1:4-Niederlage nach Verlängerung, bei der sie beim Stand von 1:1 eingewechselt wurde, verpassten sie endgültig die WM-Endrunde.
Da erstmals das Abschneiden bei der WM für die europäischen Teams nicht entscheidend für die Qualifikation zu den Olympischen Spielen 2024 war, hatten die Isländerinnen noch die Chance, sich über die UEFA Women’s Nations League 2023/24 für die Spiele in Paris zu qualifizieren. Die Isländerinnen konnten nur die beiden Spiele gegen Wales und das letzte Spiel gegen Dänemark gewinnen, verloren aber beide Spiele gegen Deutschland und das Heimspiel gegen Dänemark. Damit verpassten sie als Gruppendritte nicht nur das Final Four Turnier, bei dem um zwei Olympiatickets gespielt wurde, sondern mussten auch in die Relegation. Hier setzten sie sich mit 1:1 und 2:1 gegen Serbien durch, so dass sie in Liga A bleiben. Alexandra kam in vier Gruppenspielen und den beiden Play-off-Spielen zum Einsatz.
In der für die Isländerinnen erfolgreich verlaufenen Qualifikation für die EM 2025 wurde sie in allen sechs Spielen eingesetzt und erzielte ein Tor beim 3:0-Sieg gegen Deutschland. Am 13. Juni 2025 wurde sie für die EM-Endrunde 2025 nominiert. Sie kam bei den drei Niederlagen ihrer Mannschaft zum Einsatz, nach denen die Isländerinnen ausschieden.

## Erfolge
- Mit Haukar Hafnarfjörður:
  - Isländische Zweitligameisterin: 2016
- Mit Breiðablik Kópavogur:
  - Isländische Meisterin 2018 und 2020
  - Isländische Pokalsiegerin 2018
  - Isländische Superpokalsiegerin 2019